# Équipe du Mexique masculine de squash
L'équipe du Mexique masculine de squash représente le Mexique dans les compétitions internationales de squash et dirigée par la Fédération mexicaine de squash.

## Équipe actuelle
- César Salazar
- Arturo Salazar
- Eric Gálvez
- Alfredo Ávila
- Leonel Cárdenas

## Palmarès
| Année                 | Résultat             | Position             | G                    | P                    |
| --------------------- | -------------------- | -------------------- | -------------------- | -------------------- |
| Melbourne 1967        | Pas de participation | Pas de participation | Pas de participation | Pas de participation |
| Birmingham 1969       | Pas de participation | Pas de participation | Pas de participation | Pas de participation |
| Palmerston North 1971 | Pas de participation | Pas de participation | Pas de participation | Pas de participation |
| Johannesbourg 1973    | Pas de participation | Pas de participation | Pas de participation | Pas de participation |
| Birmingham 1976       | Pas de participation | Pas de participation | Pas de participation | Pas de participation |
| Toronto 1977          | Pas de participation | Pas de participation | Pas de participation | Pas de participation |
| Brisbane 1979         | Pas de participation | Pas de participation | Pas de participation | Pas de participation |
| Stockholm 1981        | Pas de participation | Pas de participation | Pas de participation | Pas de participation |
| Auckland 1983         | Pas de participation | Pas de participation | Pas de participation | Pas de participation |
| Le Caire 1985         | Pas de participation | Pas de participation | Pas de participation | Pas de participation |
| Londres 1987          | Pas de participation | Pas de participation | Pas de participation | Pas de participation |
| Singapour 1989        | Pas de participation | Pas de participation | Pas de participation | Pas de participation |
| Helsinki 1991         | Pas de participation | Pas de participation | Pas de participation | Pas de participation |
| Karachi 1993          | Pas de participation | Pas de participation | Pas de participation | Pas de participation |
| Le Caire 1995         | Pas de participation | Pas de participation | Pas de participation | Pas de participation |
| Petaling Jaya 1997    | Phase de poule       | 26e                  | 3                    | 3                    |
| Le Caire 1999         | Pas de participation | Pas de participation | Pas de participation | Pas de participation |
| Melbourne 2001        | Phase de poule       | 21e                  | 2                    | 4                    |
| Vienne 2003           | Phase de poule       | 29e                  | 2                    | 4                    |
| Islamabad 2005        | Pas de participation | Pas de participation | Pas de participation | Pas de participation |
| Chennai 2007          | Pas de participation | Pas de participation | Pas de participation | Pas de participation |
| Odense 2009           | Pas de participation | Pas de participation | Pas de participation | Pas de participation |
| Paderborn 2011        | 1/16e de finale      | 15e                  | 2                    | 5                    |
| Mulhouse 2013         | 1/16e de finale      | 16e                  | 1                    | 5                    |
| Le Caire 2015         | Annulé               | Annulé               | Annulé               | Annulé               |
| Marseille 2017        | Pas de participation | Pas de participation | Pas de participation | Pas de participation |
| Total                 | 5/24                 | 0 titre              | 10                   | 21                   |

,